# Mesnil-sur-l'Estrée
Mesnil-sur-l'Estrée è un comune francese di 994 abitanti situato nel dipartimento dell'Eure nella regione della Normandia.

## Società

### Evoluzione demografica
Abitanti censiti